# Frank Klepacki
 (avril 2020).
Si vous disposez d'ouvrages ou d'articles de référence ou si vous connaissez des sites web de qualité traitant du thème abordé ici, merci de compléter l'article en donnant les références utiles à sa vérifiabilité et en les liant à la section « Notes et références ».
Frank Klepacki (né le 25 mai 1974) est un auteur, compositeur et interprète américain qui vit à Las Vegas. D'abord batteur (depuis l'âge de 8 ans), il est rapidement devenu guitariste, bassiste ainsi que claviériste. 
Il est notamment connu pour les musiques qu'il a composées pour les jeux de la série de jeux vidéo Command and Conquer. Klepacki a d'ailleurs composé la plupart des musiques de l'ancien Westwood Studios qu'il a rejoint à l'âge de 17 ans comme compositeur. Il travaille maintenant[Quand ?] pour Petroglyph Games comme directeur du son à temps plein.
Son genre musical s'étale entre l'industriel, le métal industriel, le post-grunge, le rock alternatif, la musique électronique, le funk pour ne citer que les plus importants.

## Discographie

### Musiques de jeux vidéo
- DragonStrike (Westwood Studios, 1991)
- Eye of the Beholder II (Westwood Studios, 1991)
- Dune II (Westwood Studios, 1992)
- Dungeons and Dragons: Warriors of the Eternal Sun (Westwood Studios, 1992)
- Order of the Griffon (Westwood Studios, 1992)
- The Legend of Kyrandia (Westwood Studios, 1992)
- Lands of Lore (Westwood Studios, 1993)
- The Legend of Kyrandia II (Westwood Studios, 1993)
- Disney's The Lion King (Westwood Studios, 1994)
- The Legend of Kyrandia III (Westwood Studios, 1994)
- Young Merlin (Westwood Studios, 1994)
- Parker Brother's Monopoly (Westwood Studios, 1995)
- Command and Conquer : Conflit du Tibérium (Westwood Studios, 1995)
- Command and Conquer : Opération Survie (Westwood Studios, 1996)
- Command and Conquer : Alerte rouge (Westwood Studios, 1996)
- Command and Conquer : Alerte rouge : Mission Taïga (Westwood Studios, 1997)
- Command and Conquer : Alerte rouge : Mission M.A.D. (Westwood Studios, 1997)
- Lands of Lore 2 (Westwood Studios, 1997)
- Blade Runner (Westwood Studios, 1997)
- Command and Conquer : Alerte rouge : Mission Tesla (Westwood Studios, 1998)
- Command and Conquer : Sole Survivor (Westwood Studios, 1998)
- Dune 2000 (Westwood Studios, 1998)
- Command and Conquer : Soleil de Tiberium (Westwood Studios, 1999)
- Lands of Lore 3 (Westwood Studios, 1999)
- Command and Conquer : Soleil de Tiberium : Missions Hydre (Westwood Studios, 2000)
- Command and Conquer : Alerte rouge 2 (Westwood Studios, 2000)
- Nox (Westwood Studios, 2000)
- Command and Conquer : Alerte rouge 2 - La Revanche de Yuri (Westwood Studios, 2001)
- Empereur : La Bataille pour Dune (Westwood Studios, 2001)
- Pirates - Kat la Rouge (Electronic Arts, 2001)
- Command and Conquer : Renegade (Westwood Studios, 2002)
- Earth and Beyond (Westwood Studios, 2002)
- Star Wars: Empire at War (Petroglyph Games, 2006)
- Star Wars: Empire at War: Forces of Corruption (Petroglyph Games, 2006)
- Universe at War: Earth Assault (Petroglyph Games, 2007)
- Command and Conquer : Alerte rouge 3 (EA Games, 2008)
- Mytheon (2010)
- Guardians of Graxia (2010)
- Guardians of Graxia: Rise of the Immortals (2013)
- Battle Battalions (2015)
- Tempest Rising (Slipgate Ironworks, 2B Games, 2023)

### Albums solo, BO de films, groupes
- There's a Home (I AM, 1995)
- Mmm, Mmm, Mmm, (Home Cookin', 1997)
- Unreel Invasion (court-métrage, 1999)
- Pink in the Middle (Home Cookin', 2000)
- Essence of the Force (court-métrage, 2002)
- Morphscape (2002)
- Rocktronic (2004)
- Virtual Control (2005)
- The Bitters (The Bitters, 2006)
- Grudgement Day (The Bitters, 2008)
- Live In Vegas (The Bitters, 2013)
- Yes Is IV (The Bitters, 2016)
- Awakening of Aggression (2006)
- Infiltrator (2009)
- Viratia (2010)
- Conquering 20 Years (2012)
- Here at Last (Face the Funk, 2012)
- Somebody's Gotta Do It (Face the Funk, 2016)
- Digital Frontiers (2016)

### Musiques commerciales
- MTV (1997)
- Cupid (abc, 2000)
- Miller Genuine Draft (2001)
- Ultimate Fighting Championship Pay-per view (Fox Sports, 2003-2006)
- The Ultimate Fighter (Spike TV, 2005-2006)
- Ultimate Fight Night (Spike TV, 2005-2006)
- Amp'd Mobile (Spike TV, 2005-2006)